# جنگ، شرکت
جنگ، شرکت (به انگلیسی: War, Inc.) فیلمی محصول سال ۲۰۰۸ و به کارگردانی جاشوآ سفتل است. در این فیلم بازیگرانی همچون جان کیوسک، هیلاری داف، مریسا تومی، جون کیوسک، دن اکروید، بن کینگزلی، بن کراس، سرگی ترایفانوویچ، زاخاری باخاروف و ند بلامی ایفای نقش کرده‌اند.